# Gran Premi de la vila de Geel
El Gran Premi de la vila de Geel fou una competició ciclista belga que es disputava a Geel, a la província d'Anvers. La cursa fou creada el 1996 i el 2010 va entrar a formar part del calendari de l'UCI Europa Tour. El 2013 es disputà per darrera vegada. La crisi econòmica en provocà la seva desaparició.

## Palmarès
| Any  | Vencedor               | Segon                  | Tercer            |
| ---- | ---------------------- | ---------------------- | ----------------- |
| 1996 | Geert Omloop           | Christian Van Dartel   | Davy Baptist      |
| 1997 | Mathew Hayman          | Daniël van Elven       | Mikael Wranqvist  |
| 1998 | Andy Vidts             | Sven Nys               | Björn Leukemans   |
| 1999 | Peter Lernout          | Max Becker             | Marc Vlijm        |
| 2000 | Tom Boonen             | Kevin Proost           | Andy Cappelle     |
| 2001 | Ruud Verbakel          | Jeroen Goffin          | Marco Bos         |
| 2002 | Wouter Van Mechelen    | Pieter Ghyllebert      | Gert Steegmans    |
| 2003 | Steven Caethoven       | Dwight Desaever        | Kor Steenbergen   |
| 2004 | Steven Vanden Bussche  | Rik Kavsek             | Romain Fondard    |
| 2005 | Kevin Neirynck         | Kevin Van Den Eeckhout | Evert Verbist     |
| 2006 | Kevin Van Den Eeckhout | Frank Van Kuik         | Jurgen François   |
| 2007 | Gediminas Bagdonas     | Aidis Kruopis          | Maxime Vantomme   |
| 2008 | Joeri Clauwaert        | Bjorn Coomans          | Dieter Cappelle   |
| 2009 | Jens Keukeleire        | Gregory Joseph         | Joeri Clauwaert   |
| 2010 | Timothy Dupont         | Bjorn Meersmans        | Matthew Brammeier |
| 2011 | Sam Bennett            | Jonas Van Genechten    | Dries Depoorter   |
| 2012 | Tom Van Asbroeck       | Michael Van Staeyen    | Benjamin Verraes  |
| 2013 | Yves Lampaert          | Antoine Demoitié       | Tom Devriendt     |